# Hedera maroccana
Hedera maroccana är en araliaväxtart som beskrevs av Mcall. Hedera maroccana ingår i släktet Hedera och familjen Araliaceae. Inga underarter finns listade.